# Andy Panda

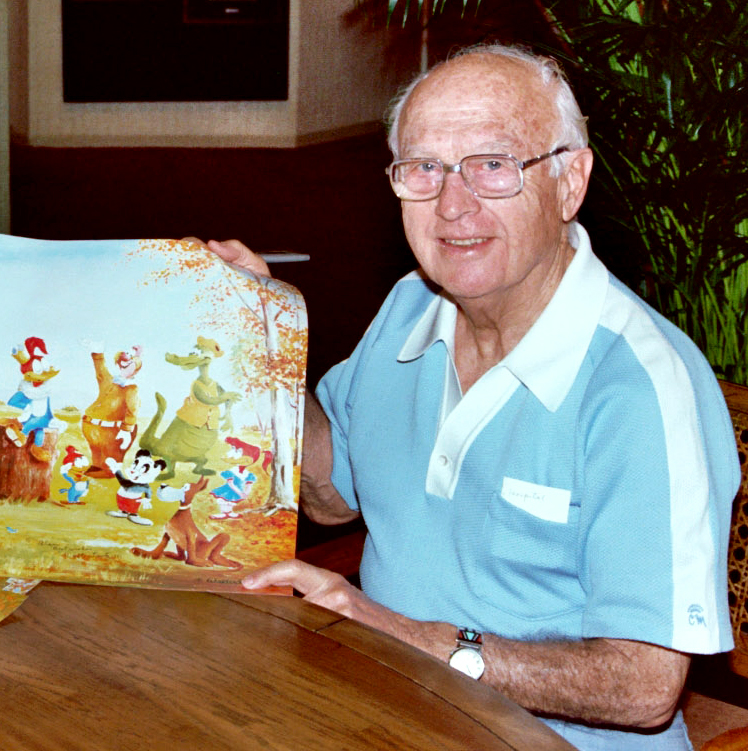
Walter Lantz, en 1983, tenant une illustration avec ses personnages, dont la famille de Woody Woodpecker. Andy Panda, en culotte rouge, est au milieu.

Andy Panda est un personnage de dessin animé, sous les traits d'un panda géant anthropomorphe, créé par Walter Lantz en 1939. Il apparaît dans sa propre série éponyme, produite par Walter Lantz, et diffusée par Universal Pictures de 1939 à 1947 et par United Artists de 1948 à 1949.
Il apparaît pour la première fois dans le court métrage Life Begins for Andy Panda (en).

## Voix

### Interprétation originale
Bernice Hansen prêta sa voix au personnage de Andy Panda de 1939 à 1940. Sara Berner lui succéda et tint le rôle de voix officiel du Panda de 1944. Mais c'est finalement Walter Tetley qui représentera la voix officielle jusqu'en 1949. Andy Panda fit une première apparition dans le programme Woody Woodpecker TV Spécial Spook-A-Nanny en 1964 où il était doublé par Daws Butler.

### Doublage
Dans certains[Lesquels ?] courts-métrages de la version française, ce serait Véronique Augerau, la voix française de Marge Simpson, qui double Andy Panda.

## Bande dessinée
Andy Panda est le héros de sa propre série, publiée notamment par Dell Comics, à ne pas confondre avec une autre série de comics (néerlandaise) avec un personnage similaire nommé « Panda », création de Marten Toonder.